# Ai Sugiyama
Ai Sugiyama (Japans: 杉山 愛, Sugiyama Ai) (Yokohama, 5 juli 1975) is een voormalig professioneel tennisspeelster uit Japan. Sugiyama begon met tennis toen zij vier jaar oud was. Zij speelt rechtshandig en heeft een tweehandige backhand. Zij was actief in het proftennis van 1990 tot en met 2009. Haar hoogste notering op de WTA-ranglijst in het enkelspel is de 8e plaats, die zij bereikte in februari 2004.

## Loopbaan
Sugiyama debuteerde in september 1990 in het dubbelspel, op het Tier II-toernooi van Nichirei. In januari 1993 had zij haar grandslamdebuut, op het Australian Open dubbelspeltoernooi, samen met landgenote Misumi Miyauchi. Een half jaar later kwalificeerde zij zich voor het eerst voor het enkelspel op een grandslamtoernooi, op Wimbledon. Haar beste resultaat op de grandslamtoernooien in het enkelspel is het bereiken van de kwartfinale, eenmaal op het Australian Open 2000 (waar zij in de vierde ronde de als vierde geplaatste Française Mary Pierce had uitgeschakeld), en andermaal op Wimbledon 2004 (verslagen door Maria Sjarapova).
Sugiyama speelde vaak dubbelspeltoernooien met de Belgische Kim Clijsters. Gezamenlijk hebben zij verscheidene trofeeën gewonnen waaronder die van Wimbledon en Roland Garros in 2003. Met Française Julie Halard-Decugis won Sugiyama voorts nog het US Open 2000.
In 2000 stond Sugiyama op de eerste plaats van de wereldranglijst voor dubbelspeelsters. Ai Sugiyama werd gecoacht door haar moeder Fusako, op Sugiyama's eigen tennisacademie in Japan.
Tijdens haar lange loopbaan wist Sugiyama zes WTA-toernooien te winnen en was zij zevenmaal verliezend finaliste. Daarnaast won zij 38 vrouwendubbelspeltoernooien en één gemengd dubbelspeltoernooi, op het US Open 1999 samen met Mahesh Bhupathi uit India.
Vanaf september 2009 hield Sugiyama lange tijd het record van het aantal opeenvolgende grandslamtoernooi-deelnames bij het enkelspel bij de vrouwen, namelijk 62. Vroeger was Sugiyama ook in het bezit van het record bij zowel de mannen als de vrouwen, maar in juli 2019 heeft Roger Federer dit record bij de mannen overgenomen. Op 30 augustus 2022 heeft Française Alizé Cornet het record bij de vrouwen overgenomen.
In de periode 1995–2009 maakte Sugiyama deel uit van het Japanse Fed Cup-team – zij behaalde daar een winst/verlies-balans van 25–22.
Begin oktober 2009 zette zij op het toernooi van Tokio een punt achter haar carrière.

## Posities op deWTA-ranglijst
Positie per einde seizoen:
| jaar | rang enkelspel | rang dubbelspel |
| ---- | -------------- | --------------- |
| 1991 | 568            | 704             |
| 1992 | 183            | 169             |
| 1993 | 142            | 208             |
| 1994 | 72             | 53              |
| 1995 | 46             | 45              |
| 1996 | 28             | 77              |
| 1997 | 20             | 25              |
| 1998 | 18             | 13              |
| 1999 | 24             | 16              |
| 2000 | 33             | 2               |
| 2001 | 30             | 9               |
| 2002 | 24             | 12              |
| 2003 | 10             | 3               |
| 2004 | 17             | 9               |
| 2005 | 30             | 14              |
| 2006 | 26             | 12              |
| 2007 | 39             | 6               |
| 2008 | 31             | 6               |

## Palmares
| Legenda                | Legenda                  |
| ---------------------- | ------------------------ |
| Grandslamtoernooi      |                          |
| Olympische Spelen      |                          |
| Year-End Championships |                          |
| tot 2009               | 2009 – 2020 / vanaf 2021 |
| Tier I                 | Premier Mandatory        |
| Tier II                | Premier Five / WTA 1000  |
| Tier III               | Premier / WTA 500        |
| Tier IV & V            | International / WTA 250  |
|                        | Challenger / WTA 125     |

### WTA-finaleplaatsen enkelspel
| nr.              | finale     | toernooi          | ondergrond    | tegenstandster     | score          |         |
| ---------------- | ---------- | ----------------- | ------------- | ------------------ | -------------- | ------- |
| gewonnen finales |            |                   |               |                    |                |         |
| 1.               | 1997-04-20 | WTA Japan (Tokio) | hardcourt     | Amy Frazier        | 4-6, 6-4, 6-4  | details |
| 2.               | 1998-01-10 | WTA Hope Island   | hardcourt     | María Vento-Kabchi | 7-5, 6-0       | details |
| 3.               | 1998-04-19 | WTA Japan (Tokio) | hardcourt     | Corina Morariu     | 6-3, 6-3       | details |
| 4.               | 2003-03-02 | WTA Scottsdale    | hardcourt     | Kim Clijsters      | 3-6, 7-5, 6-4  | details |
| 5.               | 2003-10-26 | WTA Linz          | hardcourt (i) | Nadja Petrova      | 7-5, 6-4       | details |
| 6.               | 2004-01-10 | WTA Gold Coast    | hardcourt     | Nadja Petrova      | 1-6, 6-1, 6-4  | details |
| verloren finales |            |                   |               |                    |                |         |
| 1.               | 1994-11-13 | WTA Surabaya      | hardcourt     | Elena Wagner       | 6-2, 0-6, opg. | details |
| 2.               | 1995-11-05 | WTA Oakland       | tapijt        | Magdalena Maleeva  | 3-6, 4-6       | details |
| 3.               | 1997-01-05 | WTA Hope Island   | hardcourt     | Jelena Lichovtseva | 1-6, 0-6       | details |
| 4.               | 1997-11-02 | WTA Moskou        | tapijt        | Jana Novotná       | 3-6, 4-6       | details |
| 5.               | 1999-04-18 | WTA Japan (Tokio) | hardcourt     | Amy Frazier        | 2-6, 2-6       | details |
| 6.               | 2005-08-07 | WTA San Diego     | hardcourt     | Mary Pierce        | 0-6, 3-6       | details |
| 7.               | 2006-10-01 | WTA Seoel         | hardcourt     | Eléni Daniilídou   | 3-6, 6-2, 6-7  | details |

### WTA-finaleplaatsen vrouwendubbelspel
| nr.              | finale     | toernooi          | ondergrond    | partner              | tegenstandsters                              | score                |         |
| ---------------- | ---------- | ----------------- | ------------- | -------------------- | -------------------------------------------- | -------------------- | ------- |
| gewonnen finales |            |                   |               |                      |                                              |                      |         |
| 01.              | 1994-04-10 | WTA Japan (Tokio) | hardcourt     | Mami Donoshiro       | Yayuk Basuki Nana Miyagi                     | 6-4, 6-1             | details |
| 02.              | 1995-01-15 | WTA Hobart        | hardcourt     | Kyōko Nagatsuka      | Manon Bollegraf Larisa Neiland               | 2-6, 6-4, 6-2        | details |
| 03.              | 1996-04-21 | WTA Japan (Tokio) | hardcourt     | Kimiko Date          | Amy Frazier Kimberly Po                      | 7-6, 6-7, 6-3        | details |
| 04.              | 1997-09-21 | WTA Toyota        | hardcourt     | Monica Seles         | Julie Halard-Decugis Chanda Rubin            | 6-1, 6-0             | details |
| 05.              | 1998-01-11 | WTA Hope Island   | hardcourt     | Jelena Lichovtseva   | Park Sung-hee Wang Shi-ting                  | 1-6, 6-3, 6-4        | details |
| 06.              | 1998-11-01 | WTA Luxemburg     | tapijt        | Jelena Lichovtseva   | Larisa Neiland Olena Tatarkova               | 6-7, 6-3, 2-0 opgave | details |
| 07.              | 1998-11-08 | WTA Leipzig       | tapijt        | Jelena Lichovtseva   | Manon Bollegraf Irina Spîrlea                | 6-3, 6-7, 6-1        | details |
| 08.              | 1998-11-15 | WTA Philadelphia  | tapijt        | Jelena Lichovtseva   | Monica Seles Natallja Zverava                | 7-5, 4-6, 6-2        | details |
| 09.              | 1999-01-17 | WTA Sydney        | hardcourt     | Jelena Lichovtseva   | Mary Joe Fernandez Anke Huber                | 6-3, 2-6, 6-0        | details |
| 10.              | 1999-05-23 | WTA Straatsburg   | gravel        | Jelena Lichovtseva   | Alexandra Fusai Nathalie Tauziat             | 2-6, 7-6, 6-1        | details |
| 11.              | 2000-01-16 | WTA Sydney        | hardcourt     | Julie Halard-Decugis | Martina Hingis Mary Pierce                   | 6-0, 6-3             | details |
| 12.              | 2000-04-02 | WTA Miami         | hardcourt     | Julie Halard-Decugis | Nicole Arendt Manon Bollegraf                | 4-6, 7-5, 6-4        | details |
| 13.              | 2000-06-24 | WTA Eastbourne    | gras          | Nathalie Tauziat     | Lisa Raymond Rennae Stubbs                   | 2-6, 6-7, 7-6        | details |
| 14.              | 2000-08-27 | WTA New Haven     | hardcourt     | Julie Halard-Decugis | Virginia Ruano Pascual Paola Suárez          | 6-4, 5-7, 6-2        | details |
| 15.              | 2000-09-10 | US Open           | hardcourt     | Julie Halard-Decugis | Cara Black Jelena Lichovtseva                | 6-1, 1-6, 6-1        | details |
| 16.              | 2000-10-08 | WTA Toyota        | hardcourt     | Julie Halard-Decugis | Nana Miyagi Paola Suárez                     | 6-0, 6-2             | details |
| 17.              | 2000-10-29 | WTA Moskou        | gravel        | Julie Halard-Decugis | Martina Hingis Anna Koernikova               | 4-6, 6-4, 7-6        | details |
| 18.              | 2001-01-14 | WTA Canberra      | hardcourt     | Nicole Arendt        | Nannie de Villiers Annabel Ellwood           | 6-4, 7-6             | details |
| 19.              | 2001-03-17 | WTA Indian Wells  | hardcourt     | Nicole Arendt        | Virginia Ruano Pascual Paola Suárez          | 6-4, 6-4             | details |
| 20.              | 2002-02-23 | WTA Memphis       | hardcourt (i) | Olena Tatarkova      | Melissa Middleton Brie Rippner               | 6-4, 2-6, 6-0        | details |
| 21.              | 2003-01-12 | WTA Sydney        | hardcourt     | Kim Clijsters        | Conchita Martínez Rennae Stubbs              | 6-3, 6-3             | details |
| 22.              | 2003-02-16 | WTA Antwerpen     | tapijt        | Kim Clijsters        | Nathalie Dechy Émilie Loit                   | 6-2, 6-0             | details |
| 23.              | 2003-03-02 | WTA Scottsdale    | hardcourt     | Kim Clijsters        | Lindsay Davenport Lisa Raymond               | 6-1, 6-4             | details |
| 24.              | 2003-06-08 | Roland Garros     | gravel        | Kim Clijsters        | Virginia Ruano Pascual Paola Suárez          | 6-7, 6-2, 9-7        | details |
| 25.              | 2003-07-06 | Wimbledon         | gras          | Kim Clijsters        | Virginia Ruano Pascual Paola Suárez          | 6-4, 6-4             | details |
| 26.              | 2003-08-03 | WTA San Diego     | hardcourt     | Kim Clijsters        | Lindsay Davenport Lisa Raymond               | 6-4, 7-5             | details |
| 27.              | 2003-10-19 | WTA Zürich        | hardcourt (i) | Kim Clijsters        | Virginia Ruano Pascual Paola Suárez          | 7-6, 6-2             | details |
| 28.              | 2003-10-26 | WTA Linz          | hardcourt (i) | Liezel Huber         | Marion Bartoli Silvia Farina-Elia            | 6-1, 7-6             | details |
| 29.              | 2004-08-08 | WTA Montréal      | hardcourt     | Shinobu Asagoe       | Liezel Huber Tamarine Tanasugarn             | 6-0, 6-3             | details |
| 30.              | 2004-09-19 | WTA Bali          | hardcourt     | Anastasija Myskina   | Svetlana Koeznetsova Arantxa Sánchez Vicario | 6-3, 7-5             | details |
| 31.              | 2005-06-12 | WTA Birmingham    | gras          | Daniela Hantuchová   | Eléni Daniilídou Jennifer Russell            | 6-2, 6-3             | details |
| 32.              | 2006-03-04 | WTA Doha          | hardcourt     | Daniela Hantuchová   | Li Ting Sun Tiantian                         | 6-4, 6-4             | details |
| 33.              | 2006-05-21 | WTA Rome          | gravel        | Daniela Hantuchová   | Květa Peschke Francesca Schiavone            | 3-6, 6-3, 6-1        | details |
| 34.              | 2007-08-19 | WTA Toronto       | hardcourt     | Katarina Srebotnik   | Cara Black Liezel Huber                      | 6-4, 2-6, [10-5]     | details |
| 35.              | 2008-04-05 | WTA Miami         | hardcourt     | Katarina Srebotnik   | Cara Black Liezel Huber                      | 7-5, 4-6, [10-3]     | details |
| 36.              | 2008-04-20 | WTA Charleston    | gravel        | Katarina Srebotnik   | Edina Gallovits Volha Havartsova             | 6-2, 6-2             | details |
| 37.              | 2008-10-26 | WTA Linz          | hardcourt (i) | Katarina Srebotnik   | Cara Black Liezel Huber                      | 6-4, 7-5             | details |
| 38.              | 2009-06-20 | WTA Eastbourne    | gras          | Akgul Amanmuradova   | Samantha Stosur Rennae Stubbs                | 6-4, 6-3             | details |
| verloren finales |            |                   |               |                      |                                              |                      |         |
| 01.              | 1994-11-13 | WTA Surabaya      | hardcourt     | Kyōko Nagatsuka      | Yayuk Basuki Romana Tedjakusuma              | walk-over            | details |
| 02.              | 1995-04-16 | WTA Japan (Tokio) | hardcourt     | Kyōko Nagatsuka      | Miho Saeki Yuka Yoshida                      | 7-6, 4-6, 6-7        | details |
| 03.              | 1997-05-25 | WTA Straatsburg   | gravel        | Jelena Lichovtseva   | Helena Suková Natallja Zverava               | 1-6, 1-6             | details |
| 04.              | 1999-02-28 | WTA Parijs        | tapijt        | Jelena Lichovtseva   | Irina Spîrlea Caroline Vis                   | 5-7, 6-3, 3-6        | details |
| 05.              | 1999-11-07 | WTA Leipzig       | tapijt        | Jelena Lichovtseva   | Mary Pierce Larisa Neiland                   | 4-6, 3-6             | details |
| 06.              | 2000-07-09 | Wimbledon         | gras          | Julie Halard-Decugis | Serena Williams Venus Williams               | 3-6, 2-6             | details |
| 07.              | 2000-08-20 | WTA Montréal      | hardcourt     | Julie Halard-Decugis | Martina Hingis Nathalie Tauziat              | 3-6, 6-3, 4-6        | details |
| 08.              | 2000-10-22 | WTA Linz          | tapijt        | Nathalie Tauziat     | Amélie Mauresmo Chanda Rubin                 | 4-6, 4-6             | details |
| 09.              | 2001-07-08 | Wimbledon         | gras          | Kim Clijsters        | Lisa Raymond Rennae Stubbs                   | 4-6, 3-6             | details |
| 10.              | 2001-09-23 | WTA Toyota        | hardcourt     | Kim Clijsters        | Cara Black Liezel Huber                      | 1-6, 3-6             | details |
| 11.              | 2002-08-04 | WTA San Diego     | hardcourt     | Daniela Hantuchová   | Jelena Dementjeva Janette Husárová           | 2-6, 4-6             | details |
| 12.              | 2002-08-11 | WTA Los Angeles   | hardcourt     | Daniela Hantuchová   | Kim Clijsters Jelena Dokić                   | 3-6, 3-6             | details |
| 13.              | 2002-08-18 | WTA Montréal      | hardcourt     | Rika Fujiwara        | Virginia Ruano Pascual Paola Suárez          | 4-6, 6-7             | details |
| 14.              | 2002-09-15 | WTA Shanghai      | hardcourt     | Rika Fujiwara        | Anna Koernikova Janet Lee                    | 5-7, 3-6             | details |
| 15.              | 2002-10-27 | WTA Linz          | hardcourt (i) | Rika Fujiwara        | Jelena Dokić Nadja Petrova                   | 3-6, 2-6             | details |
| 16.              | 2003-03-15 | WTA Indian Wells  | hardcourt     | Kim Clijsters        | Lindsay Davenport Lisa Raymond               | 6-3, 4-6, 1-6        | details |
| 17.              | 2003-05-11 | WTA Berlijn       | gravel        | Kim Clijsters        | Virginia Ruano Pascual Paola Suárez          | 3-6, 6-4, 4-6        | details |
| 18.              | 2003-09-21 | WTA Shanghai      | hardcourt     | Tamarine Tanasugarn  | Émilie Loit Nicole Pratt                     | 3-6, 3-6             | details |
| 19.              | 2003-11-10 | WTA Championships | hardcourt (i) | Kim Clijsters        | Virginia Ruano Pascual Paola Suárez          | 4-6, 6-3, 3-6        | details |
| 20.              | 2004-07-04 | Wimbledon         | gras          | Liezel Huber         | Cara Black Rennae Stubbs                     | 3-6, 6-7             | details |
| 21.              | 2005-01-15 | WTA Sydney        | hardcourt     | Jelena Dementjeva    | Bryanne Stewart Samantha Stosur              | walk-over            | details |
| 22.              | 2005-08-07 | WTA San Diego     | hardcourt     | Daniela Hantuchová   | Conchita Martínez Virginia Ruano Pascual     | 7-6, 1-6, 5-7        | details |
| 23.              | 2005-10-23 | WTA Zürich        | hardcourt (i) | Daniela Hantuchová   | Cara Black Rennae Stubbs                     | 7-6, 6-7, 3-6        | details |
| 24.              | 2006-06-10 | Roland Garros     | gravel        | Daniela Hantuchová   | Lisa Raymond Samantha Stosur                 | 3-6, 2-6             | details |
| 25.              | 2006-08-13 | WTA Los Angeles   | hardcourt     | Daniela Hantuchová   | Virginia Ruano Pascual Paola Suárez          | 3-6, 4-6             | details |
| 26.              | 2007-06-09 | Roland Garros     | gravel        | Katarina Srebotnik   | Alicia Molik Mara Santangelo                 | 6-7, 4-6             | details |
| 27.              | 2007-07-07 | Wimbledon         | gras          | Katarina Srebotnik   | Cara Black Liezel Huber                      | 6-3, 3-6, 2-6        | details |
| 28.              | 2007-10-28 | WTA Linz          | hardcourt (i) | Katarina Srebotnik   | Cara Black Liezel Huber                      | 2-6, 6-3, [8-10]     | details |
| 29.              | 2007-11-11 | WTA Championships | hardcourt (i) | Katarina Srebotnik   | Cara Black Liezel Huber                      | 7-5, 3-6, [8-10]     | details |
| 30.              | 2008-02-17 | WTA Antwerpen     | hardcourt (i) | Květa Peschke        | Cara Black Liezel Huber                      | 1-6, 3-6             | details |
| 31.              | 2009-01-31 | Australian Open   | hardcourt     | Daniela Hantuchová   | Serena Williams Venus Williams               | 3-6, 3-3             | details |
| 32.              | 2009-05-09 | WTA Rome          | gravel        | Daniela Hantuchová   | Hsieh Su-wei Peng Shuai                      | 5-7, 6-7             | details |
| 33.              | 2009-10-03 | WTA Tokio         | hardcourt     | Daniela Hantuchová   | Alisa Klejbanova Francesca Schiavone         | 4-6, 2-6             | details |

### Finaleplaatsen gemengd dubbelspel
| nr.              | finale     | toernooi | ondergrond | partner         | tegenstanders              | score    |         |
| ---------------- | ---------- | -------- | ---------- | --------------- | -------------------------- | -------- | ------- |
| gewonnen finales |            |          |            |                 |                            |          |         |
| 1.               | 1999-09-12 | US Open  | hardcourt  | Mahesh Bhupathi | Kimberly Po Donald Johnson | 6-4, 6-4 | details |
| verloren finales |            |          |            |                 |                            |          |         |
| geen             |            |          |            |                 |                            |          |         |

### Gewonnen ITF-toernooien enkelspel
| nr. | finale     | toernooi | ondergrond | dotatie | tegenstandster in finale | score         |
| --- | ---------- | -------- | ---------- | ------- | ------------------------ | ------------- |
| 1.  | 1992-07-26 | Roanoke  | hardcourt  | $10.000 | Tatiana Ignatieva        | 6-2, 2-3 opg. |

## Resultaten grandslamtoernooien
| Legenda | Legenda                          |
| ------- | -------------------------------- |
| g.t.    | geen toernooi gehouden           |
| l.c.    | lagere categorie                 |
| –       | niet deelgenomen                 |
| G       | uitgeschakeld in de groepsfase   |
| 1R      | uitgeschakeld in de eerste ronde |
| 2R      | uitgeschakeld in de tweede ronde |
| 3R      | uitgeschakeld in de derde ronde  |
| 4R      | uitgeschakeld in de vierde ronde |
| KF      | uitgeschakeld in de kwartfinale  |
| HF      | uitgeschakeld in de halve finale |
| F       | de finale verloren               |
| W       | het toernooi gewonnen            |
| w-v     | winst/verlies-balans             |

### Enkelspel
| Toernooi        | 1993 | 1994 | 1995 | 1996 | 1997 | 1998 | 1999 | 2000 | 2001 | 2002 | 2003 | 2004 | 2005 | 2006 | 2007 | 2008 | 2009 |
| --------------- | ---- | ---- | ---- | ---- | ---- | ---- | ---- | ---- | ---- | ---- | ---- | ---- | ---- | ---- | ---- | ---- | ---- |
| Australian Open | –    | –    | 1R   | 3R   | 2R   | 4R   | 1R   | KF   | 1R   | 3R   | 2R   | 2R   | 1R   | 1R   | 2R   | 3R   | 3R   |
| Roland Garros   | –    | –    | 4R   | 1R   | 2R   | 2R   | 2R   | 4R   | 1R   | 2R   | 4R   | 2R   | 1R   | 2R   | 3R   | 2R   | 1R   |
| Wimbledon       | 1R   | 1R   | 1R   | 4R   | 1R   | 1R   | 2R   | 2R   | 3R   | 3R   | 4R   | KF   | 1R   | 4R   | 3R   | 3R   | 3R   |
| US Open         | –    | 1R   | 2R   | 2R   | 2R   | 2R   | 3R   | 2R   | 2R   | 2R   | 4R   | 4R   | 3R   | 3R   | 2R   | 3R   | 1R   |

### Vrouwendubbelspel
| Toernooi        | 1993 | 1994 | 1995 | 1996 | 1997 | 1998 | 1999 | 2000 | 2001 | 2002 | 2003 | 2004 | 2005 | 2006 | 2007 | 2008 | 2009 |
| --------------- | ---- | ---- | ---- | ---- | ---- | ---- | ---- | ---- | ---- | ---- | ---- | ---- | ---- | ---- | ---- | ---- | ---- |
| Australian Open | 1R   | –    | 2R   | 2R   | 1R   | KF   | 2R   | KF   | HF   | 3R   | KF   | HF   | 3R   | 3R   | KF   | 2R   | F    |
| Roland Garros   | –    | –    | 2R   | 2R   | 2R   | 3R   | KF   | HF   | 3R   | HF   | W    | 1R   | 2R   | F    | F    | 2R   | 3R   |
| Wimbledon       | –    | 1R   | 1R   | 1R   | 1R   | 3R   | 2R   | F    | F    | 3R   | W    | F    | KF   | 1R   | F    | 2R   | 2R   |
| US Open         | –    | 2R   | 3R   | 1R   | 2R   | –    | 1R   | W    | –    | 1R   | 2R   | HF   | 3R   | 2R   | KF   | HF   | 3R   |

### Gemengd dubbelspel
| Australian Open | –  | 2R | –  | 2R | 2R | –  | –  | 2R | –  | –  | –  | 4-4  |
| Roland Garros   | 3R | KF | HF | 1R | –  | –  | 1R | –  | 1R | –  | KF | 9-7  |
| Wimbledon       | 1R | 2R | –  | KF | –  | HF | –  | 1R | –  | KF | KF | 11-7 |
| US Open         | –  | W  | 1R | HF | –  | 2R | KF | –  | –  | 1R | –  | 11-5 |